# Hans Lem
Hans Lem (Oslo, 19 de novembro de 1888 — Brooklyn, 1 de maio de 1962) foi um ginasta norueguês que competiu em provas de ginástica artística.
Lem é o detentor de uma medalha olímpica, conquistada na edição britânica, os Jogos Olímpicos de Londres, em 1908. Na ocasião, competiu como ginasta na prova coletiva. Ao lado de outros 29 companheiros, conquistou a medalha de prata, após superar a nação da Finlândia e encerrar atrás da seleção sueca.